# فويلاوية
الفويلاوية (الاسم العلمي: Hedysareae) هي قبيلة من النباتات تتبع فصيلة البقولية من الرتبة الفوليات.

## أجناس الفويلاوية
- الفويلة وهي الجنس النموذجي لهذه القبيلة
- العنبريس (الاسم العلمي: Onobrychis)
- (الاسم العلمي: قرغانة)
- (الاسم العلمي: جردان)
- (الاسم العلمي: Eversmannia)
- (الاسم العلمي: فويلة)